# Carbost (Skye)
Carbost (Schots-Gaelisch: Carabost) is een dorp in de Schotse lieutenancy Ross and Cromarty in het raadsgebied Highland op het eiland Skye.
In Carbost bevindt zich de Talisker Distillery die de gelijknamige Talisker, een Schotse single malt island whisky, destilleert.